# 刘大悲
刘大悲（1894年11月—1984年4月），又名文厚，四川省古宋縣人，森林学家。
刘大悲早年曾在成都陆军小学就读，1913年随第四期留法儉學会自北京經西伯利亞前往法国留学，1914年先后就读蒙達理中學、聖梅克桑中學，1915年轉學翁特农校。1916年巴黎華法教育会成立，任法文補習班翻譯。1919年奉華法教育会創學生事務部，統办一切儉學與勤工儉學会事宜，是年五月第一批勤工學生九十余人由滬經英倫抵法。1921年任里昂中法大學秘书，是年政府停送勤工生。1922年就读里昂大學。1923年获里昂大学理科硕士学位。1933年获巴黎大学理科博士学位。留法期間获授大學官奖章與騎士勛章。
1933年返回中国，出任国民政府实业部技正，主持起草了《中华民国森林法》，1934年完成。1935年赴泰國及越南考察農業及森林。1936年赴广州，任实业部商品检验局局长。1937年回渝调任复旦大学教授。1938年出任贵州省农业改进所森林系主任。1939年成立西南垦殖公司任董事长兼總经理，為黔省開荒四千五百餘畝、植各類樹木達百餘萬株。並於1941年與農林部貴州乾溪模範農村合作擴大造林，推廣及附近農村。1946年，任农业部湖北金水农场(四十餘萬畝)场长。1947年調職河北垦业农场(百萬餘畝)场长，墾荒洗鹹，改良稻穗。
1949年前往台湾，任職士林园艺试验所技正，1953年任職罗东山林管理所所长，五年間造林兩千八百餘公頃、新植樟樹七百五十萬株。同时于1953年在台北成立中法比瑞同學会。1958奉調花连山林管理所所长。1961年轉任台北农业改良场场长。1963年公职退休后至政治大學、淡江大學、輔仁大學担任兼任教授，授法囯文學欣赏。1974年自教育界退休。1977年移民至新西兰。1983年8月基於落葉歸根之傳統覌念，取道香港回到成都，后担任成都市政府参事室参事。次年4月逝世。目前安葬老家四川古宋。一生慈悲為怀，清廉守法。